# فلاديمير مالار
فلاديمير مالار (بالتشيكية: Vladimír Malár)‏ هو لاعب كرة قدم تشيكي في مركز الهجوم، ولد في 12 فبراير 1976 في تشيكوسلوفاكيا. لعب مع سبارتا براغ وسلافيا براغ وفيكتوريا بلزن ونادي سلوفاكو.

## وصلات خارجية
- فلاديمير مالار على موقع قاعدة بيانات كرة القدم.إي يو (الإنجليزية)
- فلاديمير مالار على موقع Soccerway.com (الإنجليزية)
- فلاديمير مالار على موقع عالم كرة القدم.نت (الإنجليزية)